# Melilla la Vieja

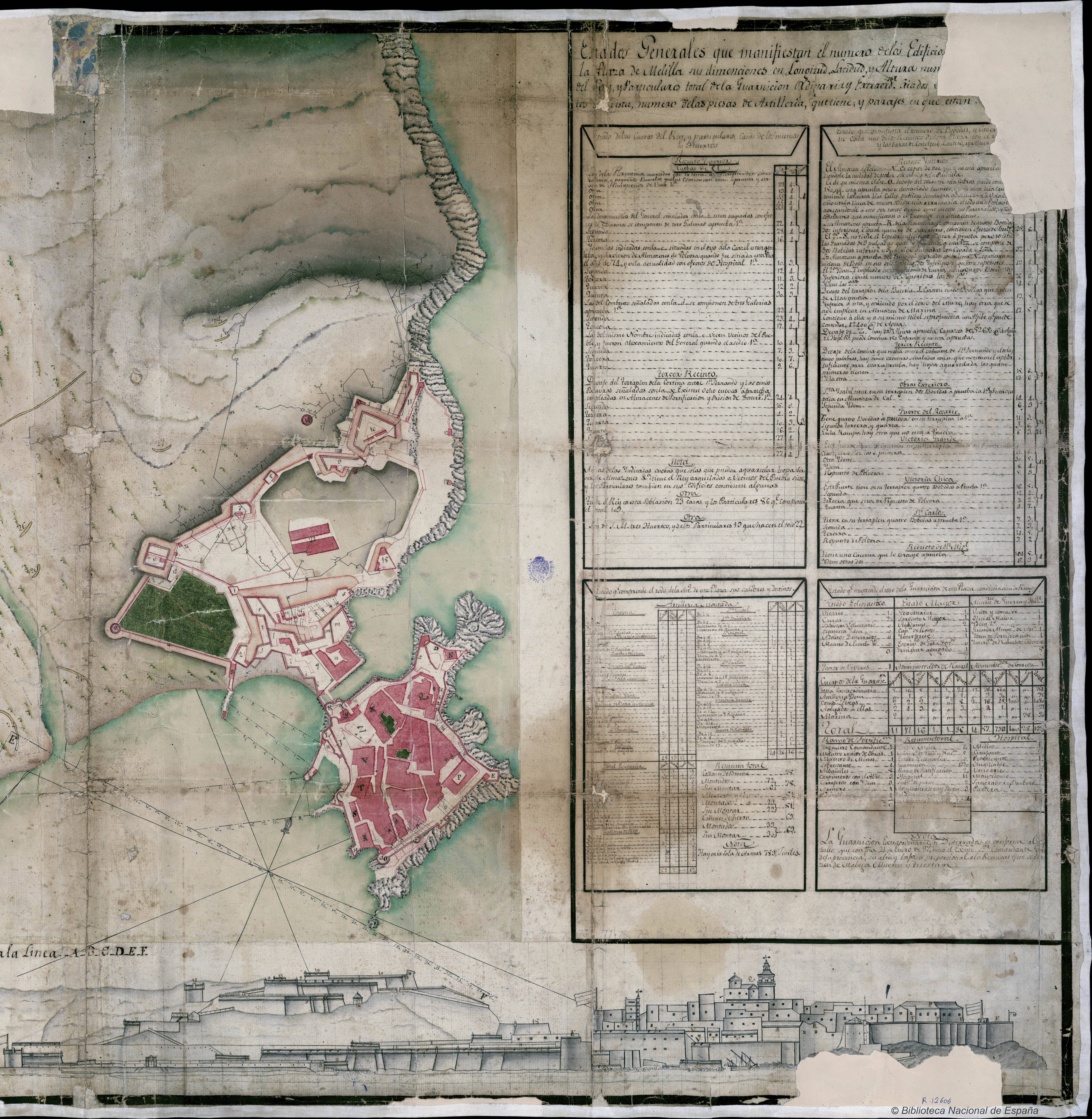
Helyszínrajz a 19. századból

Melilla la Vieja ("Régi Melilla") egy nagy erőd neve, amely közvetlenül a melillai kikötőtől északra áll, az egyik spanyol Plazas de soberanía az észak-afrikai tengerparton. A 16. és 17. században épült erődítmény nagy részét az elmúlt években restaurálták.
Az erőd Melilla számos legfontosabb történelmi helyszínét tartalmazza, köztük egy régészeti múzeumot, egy katonai múzeumot, a Fogantatás templomát, valamint egy sor barlangot és alagutat, mint például a Conventico-barlangok, amelyeket a föníciai idők óta használnak.